# Ces amours-là
Ces amours-là is een Franse dramafilm uit 2010 onder regie van Claude Lelouch. .

## Verhaal
Ilva Lemoine is een hartstochtelijke vrouw, die snel verliefd wordt, maar vervolgens moet leven met de gevolgen van haar daden. Zo valt ze tijdens de Tweede Wereldoorlog voor een nazi. Die verhouding leidt uiteindelijk tot de dood van haar vader. Na de Bevrijding wordt ze verdacht van collaboratie. Ze wordt op tijd gered door twee Amerikanen, maar ze wordt verliefd op de beide mannen.

## Rolverdeling
| Acteur           | Personage                  |
| ---------------- | -------------------------- |
| Audrey Dana      | Ilva Lemoine               |
| Dominique Pinon  | Maurice Lemoine            |
| Raphaël Haroche  | Eerste en laatste geliefde |
| Samuel Labarthe  | Horst                      |
| Laurent Couson   | Simon                      |
| Jacky Ido        | Bob                        |
| Gilles Lemaire   | Jim Singer                 |
| Judith Magre     | Moeder van de pianist      |
| Liane Foly       | Straatzangeres             |
| Massimo Ranieri  | Kampzanger                 |
| Zinedine Soualem | Accordeonist               |
| Charles Denner   | Vader van Simon            |
| Anouk Aimée      | Mevrouw Blum               |
| Salomé Lelouch   | Salomé Blum                |
| Sabaya Lelouch   | Sabaya Blum                |